# Channing Dungey
Channing Dungey (Sacramento, 14 de março de 1969) é uma executiva e produtora de televisão estadunidense. Ela foi presidente da ABC Entertainment entre 2016 e 2018 e foi a primeira mulher negra a ocupar um cargo de chefia nas quatro maiores emissoras de TV dos Estados Unidos. Atualmente, é presidente da Warner Bros. Television Group.